# 妙翼猪笼草
妙翼猪笼草（学名：Nepenthes × mirabilata）是由翼状猪笼草（N. alata）和奇异猪笼草（N. mirabilis）杂交得到的自然杂交种。
1995年，妙翼猪笼草作为一个自然杂交种出现于《猪笼草杂交种指南》（Guide to Nepenthes Hybrids）一书中。其仅存在于菲律宾棉兰老岛亲本都同域分布的地区。

## 扩展阅读
- 食虫植物数据库中妙翼猪笼草的信息（页面存档备份，存于）

 维基共享资源上的相關多媒體資源：妙翼猪笼草
 維基物種上的相關：妙翼猪笼草